# Etah
La ciudad de Etah es el centro administrativo del distrito de Etah en el estado de Uttar Pradesh en la India.

## Población
Según el censo del año 2001 tiene aproximadamente 107.098 habitantes.

## Santuario de aves de Patna
Patna está situado en el tehsil de Jalesar en el distrito de Etah en Uttar Pradesh, fue declarado un santuario de aves en ela año 1990.
- Datos: Q1525330
- Multimedia: Etah / Q1525330

1. ↑  Worldpostalcodes.org,código postal n.º 207001.